# Wigry Suwałki
El Wigry Suwałki es un equipo de fútbol polaco de la ciudad de Suwałki, en el voivodato de Podlaquia. Actualmente juega en la I liga, la segunda categoría del país.

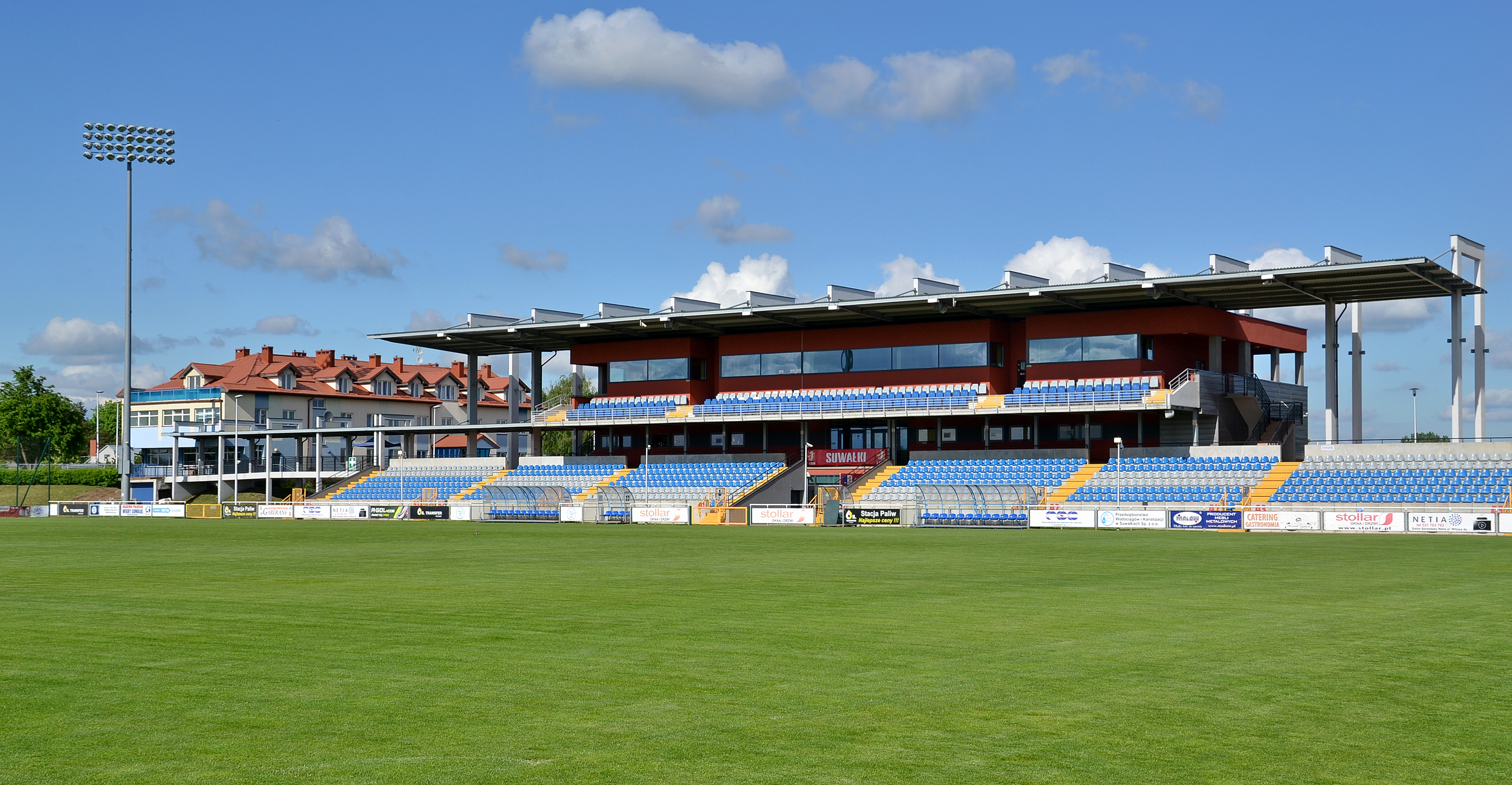
Estadio Municipal de Suwałki

## Historia
El Wigry Suwałki fue fundado en 1947, y empezó a jugar en la División este de la II Liga. El equipo contaba además con otras secciones deportivas tales como voleibol, boxeo, esquí, balonmano y fútbol. Previamente contó con su propia sección de tenis de mesa y de tiro con arco.
El club de fútbol, apodado Biało-Niebiescy, por los colores del equipo (blanco y azul). El nombre del equipo es tomado del lago Wigry, próximo a la ciudad. El mayor hito del conjunto fue el ascenso en la temporada 2013-14 a la I Liga, la segunda categoría futbolística del país tras la Ekstraklasa.
El equipo mantiene una intensa rivalidad con el Jagiellonia Białystok y el Esparta Augustów, del voivodato de Podlaquia.